# متیلن‌دی‌اکسی‌پروپارژیل‌آمفتامین
متیلن‌دی‌اکسی‌پروپارژیل‌آمفتامین (به انگلیسی: Methylenedioxypropargylamphetamine) با فرمول شیمیایی C13H15NO2 یک ترکیب شیمیایی است. که جرم مولی آن ۲۱۷٫۲۶۴ g/mol می‌باشد.